# امپاسیمانجوا
امپاسیمانجوا (به لاتین: Ampasimanjeva) یک سکونتگاه مسکونی در ماداگاسکار است که در واتوواوی-فیتووینانی واقع شده‌است.

## خصوصیات
امپاسیمانجوا ۲۲٬۰۰۰ نفر جمعیت دارد و ۱۰ متر بالاتر از سطح دریا واقع شده‌است.